# Джерело б/н (урочище «Рудавець», Майданське лісництво, квартал 6, виділ 18)
Джерело б/н — гідрологічна пам'ятка природи місцевого значення. Об'єкт розташований на території Міжгірського району Закарпатської області, ДП «Міжгірське ЛГ», урочище «Рудавець», Майданське лісництво, квартал 6, виділ 18.
Площа — 0,5 га, статус отриманий у 1984 році (Рішення Закарпатського Облвиконкому від 23.10.1984 р. № 253).
Охороняється вода вуглекисла, гідрокарбонатнонатрієво-кальцієво-магнієва. Загальна мінералізація - 0,5 г/л. Мікроелементи - марганець. Для лікування захворювань органів травлення.